# Daryn Colledge
Daryn Wayne Colledge (* 11. Februar 1982 in Fairbanks, Alaska) ist ein ehemaliger US-amerikanischer American-Football-Spieler auf der Position des Guards. Er spielte in der National Football League (NFL) für die Green Bay Packers, die Arizona Cardinals und die Miami Dolphins.

## Frühe Jahre
Colledge wuchs in der Nähe der Stadt North Pole, Alaska, auf, wo er auch die Highschool besuchte. Später ging er auf die Boise State University, wo er für das Collegefootballteam vier Jahre als Starter auf seiner Position Football spielte.

## NFL

### Green Bay Packers
Colledge wurde im NFL-Draft 2006 in der zweiten Runde an 47. Stelle von den Green Bay Packers ausgewählt. Direkt in seiner ersten Saison avancierte er zum Stammspieler und startete 15 der 16 Saisonspiele. In seinen fünf Jahren bei den Packers gehörte er immer zum Stammpersonal der Offensive Line der Packers. In seiner letzten Saison für die Packers erreichte er mit ihnen den Super Bowl XLV, welcher mit 31:25 gegen die Pittsburgh Steelers gewonnen wurde.

### Arizona Cardinals
Am 28. Juli 2011 unterschrieb er einen Fünf-Jahres-Vertrag bei den Arizona Cardinals. Nach drei Jahren, die er auch hier als Stammspieler verbrachte, wurde er am 11. März 2014 entlassen.

### Miami Dolphins
Am 30. Juni 2014 schloss er sich den Miami Dolphins an. Hier unterzeichnete er einen Ein-Jahres-Vertrag über zwei Millionen US-Dollar. Nach der Saison 2014, in der er 13 Spiele als Starter absolvierte, trat er vom Profi-Football zurück.